# ترس تاجي

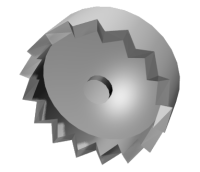
صورة توضيحية للترس التاجي

الترس التاجي (بالإنجليزية: Crown Gear أو Contrate Gear)‏ هو ترس بأسنان عمودية على مستوى وجهه، فهو ترس مخروطي زاوية الخطوة له 90 درجة. التروس ذات زوايا الخطوة المائلة الأخرى تسمى تروس مخروطية. تتزاوج التروس التاجية مع التروس المخروطية الأخرى عادة، وأحيانًا مع التروس المستقيمة.